# Assemblée métropolitaine de Tokyo
21e législature
Siège du gouvernement métropolitain
L'Assemblée métropolitaine de Tokyo (東京都議会, Tōkyō-to gikai) est le parlement préfectoral de Tokyo.
Ses 127 membres sont élus tous les quatre ans dans les 42 districts que compte la préfecture de Tokyo, par vote unique non transférable. 23 des districts correspondent aux arrondissements spéciaux de Tokyo, 18 autres regroupent des villes et des villages de la partie occidentale de la préfecture et 1 district est formé par les îles que compte la préfecture (archipel d'Ogasawara et archipel d'Izu).
L'assemblée est responsable de la promulgation ainsi que de l'amendement des ordonnances préfectorales. Elle approuve également le budget (5,7 milliards de yens pour l'année fiscale 2007) et approuve par vote les nominations administratives importantes faites par le gouverneur.
De par la nature spéciale de la métropole de Tokyo comparée aux autres préfectures du Japon, l'assemblée détient certains pouvoirs qui sont normalement octroyés aux parlements municipaux.

## Composition actuelle
Les dernières élections préfectorales de Tokyo se sont tenues le 2 juillet 2017 . Le PLD accuse une défaite historique aux mains du parti "Tomin First no Kai" (Les citoyens de Tokyo d'abord) et est reléguée dans l'opposition. Le groupe Tomin est présidé par Chiharu Araki.
| Résultats des élections 2017 de l'Assemblée métropolitaine de Tokyo | Résultats des élections 2017 de l'Assemblée métropolitaine de Tokyo |
| Parti                                                               | Sièges                                                              |
| ------------------------------------------------------------------- | ------------------------------------------------------------------- |
| Tomin First no Kai                                                  | 49                                                                  |
| Parti libéral-démocrate                                             | 23                                                                  |
| Nouveau Kōmeitō                                                     | 23                                                                  |
| Parti communiste japonais                                           | 19                                                                  |
| Parti démocrate du Japon                                            | 5                                                                   |
| Réseau Tokyo Seikatsusha                                            | 1                                                                   |
| Indépendants                                                        | 7                                                                   |
| Total                                                               | 127                                                                 |

Lors des élections de 2013, tous les 82 candidats nommés par la coalition au pouvoir formée du Parti libéral-démocrate et du Nouveau Kōmeitō sont élus. Le Parti démocrate du Japon recule à la quatrième place, devancé par le Parti communiste japonais qui gagne 9 sièges,.

## Circonscriptions électorales
La plupart des circonscriptions électorales correspondent aux actuelles municipalités. Cependant, les circonscriptions de Nishitama, Kitatama et Minamitama correspondent aux anciens districts tels qu'utilisés jusqu'en 1921. Les villes et villages des îles sous juridiction de la préfecture forment 4 sous-préfectures et composent une circonscription électorale.